# Egill Skúli Ingibergsson
Egill Skúli Ingibergsson (født 23. marts 1926 på Vestmannaeyjar, død 22. december 2021 ) var en islandsk ingeniør, der var borgmester i Reykjavík 1978-1982. Islands Socialdemokratiske Parti og Folkealliancen fik flertal i byrådet sammen med Fremskridtspartiet ved kommunalvalget i 1978, men de tre partier kunne ikke enes om en borgmesterkandidat og besluttede derfor at hente en neutral borgmester uden for egne rækker. Den partiløse Egil Skúli blev derefter udvalgt fra en liste med ti ansøgere. Ved næsten valg fik Selvstændighedspartiet igen flertal, og han mistede posten.

## Uddannelse
Han blev student fra Verslunarskóli Íslands (Islands handelsskole) i 1948. Han afsluttede første del af ingeniørstudiet fra Háskóli Íslands i 1951, og blev uddannet elektroingeniør fra Danmarks Tekniske Universitet i København i 1954.

## Arbejdsliv
Ingeniør ved elektricitetsforsyningens administration Raforkumálaskrifstofunni 1954-58 og leder af Vestfjordenes statslige elværker 1958-63, derefter arbejde han som ingeniør ved den statslige elektricitetsforsyning med planlægning af forskellige kraftværker, og drev siden selvstændig rådgivningsvirksomhed sammen med partnere.

## Familie
Han var søn af arbejdsmand Ingibergur Jónsson og dennes hustru Margrét Guðlaug Þorsteinsdóttir, og gift med Ólöf Elín Davíðsdóttir.